# 四万亿投资计划

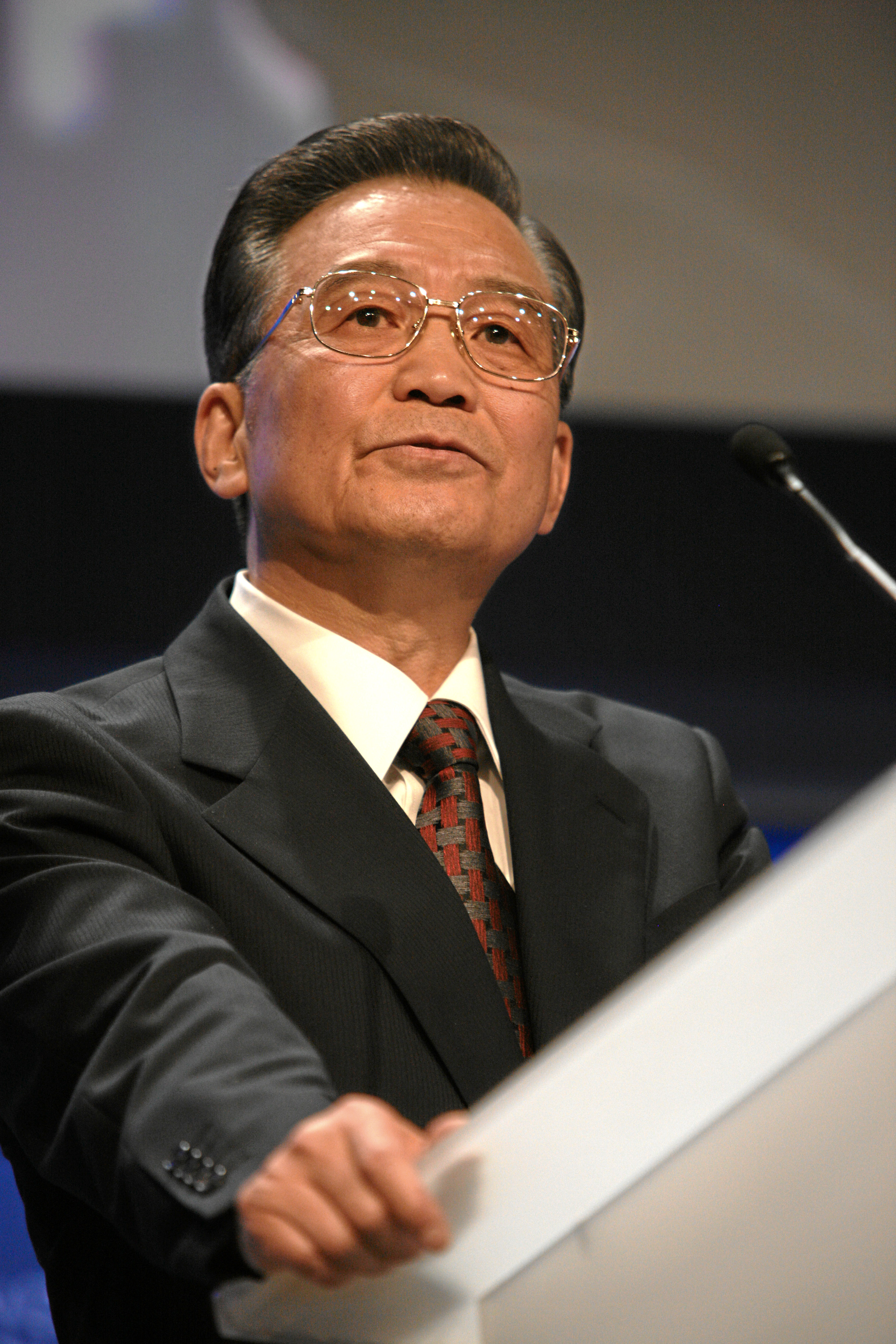
时任中華人民共和國國務院總理温家宝

四万亿投资计划（简称四万亿；早期称扩大内需促进经济增长的十项措施，简称扩大内需十项措施）是温家宝力主推动的一项经济政策。2008年11月中华人民共和国国务院常务会议提出用于应对2008国际经济危机、稳定经济的一系列财政，货币等政策（大体分为十个大类），总规模约4万亿元人民币，约合5860亿美元。

## 背景
2008年下半年受金融危机影响，中国出口急转直下，从年初的超过两位数增长迅速回落至负增长。而2009年一季度，出口转为两位数负增长，且工业生产大幅下滑，发电量零增长，大量中小出口企业关闭，沿海地区失业潮出现。  

## 制定与颁布
2008年11月5日，时任中国国务院总理的温家宝主持召开的国务院常务会议正式作出此决策，并在11月9日星期日晚间对外公布。
当时外界普遍将之视为“中国政府迄今为应对全球经济危机所作出的最大动作”。国际货币基金组织总裁多米尼克·斯特劳斯-卡恩称中国的这个措施是一个“好消息”。他说：“这是一个规模非常大的措施。它的影响不仅仅是为世界经济提供需求，而且对中国经济本身会有巨大影响。我认为这是一个纠正不平衡的好消息。”

### 官方政策清单
十项措施包括：
1. 加快建设保障性安居工程。加大对廉租房建设支持力度，加快棚户区改造，实施游牧民定居工程，扩大农村危房改造试点。
2. 加快农村基础设施建设。加大农村沼气、饮水安全工程和农村公路建设力度，完善农村电网，加快南水北调等重大水利工程建设和病险水库除险加固，加强大型灌区节水改造。加大扶贫开发力度。
3. 加快铁路、公路和机场等重大基础设施建设。重点建设一批客运专线、煤运通道项目和西部干线铁路，完善高速公路网，安排中西部干线机场和支线机场建设，加快城市电网改造。
4. 加快医疗卫生、文化教育事业发展。加强基层医疗卫生服务体系建设，加快中西部农村初中校舍改造，推进中西部地区特殊教育学校和乡镇综合文化站建设。
5. 加强生态环境建设。加快城镇污水、垃圾处理设施建设和重点流域水污染防治，加强重点防护林和天然林资源保护工程建设，支持重点节能减排工程建设。
6. 加快自主创新和结构调整。支持高技术产业化建设和产业技术进步，支持服务业发展。
7. 加快地震灾区[9]灾后重建各项工作。
8. 提高城乡居民收入。提高明年粮食最低收购价格，提高农资综合直补、良种补贴、农机具补贴等标准，增加农民收入。提高低收入群体等社保对象待遇水平，增加城市和农村低保补助，继续提高企业退休人员基本养老金水平和优抚对象生活补助标准。
9. 在全国所有地区、所有行业全面实施增值税转型改革，鼓励企业技术改造，减轻企业负担1200亿元。
10. 加大金融对经济增长的支持力度。取消对商业银行的信贷规模限制，合理扩大信贷规模，加大对重点工程、“三农”、中小企业和技术改造、兼并重组的信贷支持，有针对性地培育和巩固消费信贷增长点。

## 效果及批评
2009年扩大内需十项措施出台后，很快便引发了吴敬琏、厉以宁、许小年、张维迎等经济学家的激烈批评，因为四万亿带来的货币泛滥造成产能过剩、通货膨胀、房价飙涨、巨额地方债务、银行坏账、生产率水平下降、低效投资和严重的资源浪费等一系列负面效果，使中国错失经济结构调整的最佳时期，造成长期型结构性破坏。林毅夫则是少数对该计划公开表示支持的经济学家。
华尔街日报刊登Diana Choyleva文章， 认为此方案带来的过量货币供给作为原因之一导致了2010-2011年消费品价格、房价上涨等通胀现象。也有人认为此刺激计划带来了巨大的地方债务。
扩大内需十项措施的资金实际上进入了房地产行业、地方融资平台及产能过剩行业，还有部分资金被用于还本付息，这些资金在中国的金融体系内部空转，没有进入到实体经济之中。部分与政府有关的机构如地方政府及国有企业获得资金相对容易，资金流入到这些机构的低效高风险项目之中。
以炼钢行业为例，2011年以后，扩大内需十项措施的负面作用开始对中国的炼钢行业构成严重冲击，产能过剩导致炼钢行业出现大规模亏损。
也有评论认为， 4万亿不但导致产能过剩， 其问题也包括规模过大， 过于集中于固定资产和建筑业。 2013年8月14日，《人民日报海外版》刊登报道指出新的投资“不搞新版四万亿”，中国国际经济交流中心信息部部长徐洪才接受该报记者采访时也指出，“当时四万亿投资是应急，有些项目没有充分论证其可行性和风险性，而且政府行政干预过多，造成了投资效益不太高，有些还加剧了经济结构的扭曲，加剧了产能过剩。”
四万亿投资计划的具体危害表现在，其一，中国在四万亿投资前已处于资产泡沫状态，四万亿方案又向市场继续注入无限流动性，导致资产泡沫进一步膨胀，地价、房价、物价的虚高一方面抬高了中国企业的生产制造成本，加速了制造业向国外迁移，伤害了中国实体经济的发展；另一方面通货膨胀以劫贫济富的方式让民众手里的储蓄贬值，这种洗劫民间财富的手段伤害了中国普通民众。其二，地方政府主导的大规模投资还存在重复投资、低效投资、无效投资乃至权力寻租以及豆腐渣工程，严重浪费了中国资源。其三，中国很多过剩的产能都是本应该淘汰的落后产能，四万亿投资计划进一步加剧了产能过剩，企业明知亏损还要生产，引发同行业恶性竞争。